# اسمیتفیلد (کنتاکی)
اسمیتفیلد (به انگلیسی: Smithfield) شهری در ایالت کنتاکی کشور ایالات متحده آمریکا است که جمعیت آن در سرشماری سال ۲۰۱۰ میلادی، ۱۰۶ نفر بوده‌است.